# Попытка государственного переворота в Грузии (1920)
Попытка государственного переворота в Грузии была осуществлена 3 мая 1920 году большевиками в Грузинской демократической республике. Опираясь на помощь 11-й армии РСФСР, действовавшей в соседнем Азербайджане, большевики попытались взять под контроль военную школу и правительственные учреждения в грузинской столице — городе Тифлис. Грузинское правительство подавило беспорядки в Тифлисе и сосредоточило свои силы на блокировки российских войск на азербайджано-грузинской границе. Советскому правительству на фоне непростой войны с Польшей пришлось отложить свои планы по советизации Грузии и признать Грузию независимым государством в рамках московского договора от 7 мая.

## Предпосылки
После неспособности обеспечить контроль над Грузией после революции 1917 года в России большинство большевистских грузинских лидеров переехало в Советскую Россию, откуда они вели подпольное руководство, направленное на подрыв меньшевистского правительства в Тифлисе. Ряд готовившихся крестьянских революций против меньшевиков с 1918 по 1919 год был отменён, но вскоре были предприняты меры по подготовке к масштабному восстанию в государстве.